# (33589) Edwardkim
1999 JM46 (asteroide 33589) é um asteroide da cintura principal. Possui uma excentricidade de 0.19308370 e uma inclinação de 3.14632º.
Este asteroide foi descoberto no dia 10 de maio de 1999 por LINEAR em Socorro.